# Bronsstaartdoornsnavel
De bronsstaartdoornsnavel (Chalcostigma heteropogon) is een vogel uit de familie Trochilidae (kolibries).

## Verspreiding en leefgebied
Deze soort komt voor in westelijk Venezuela en oostelijk Colombia.